# Rellotge bracket

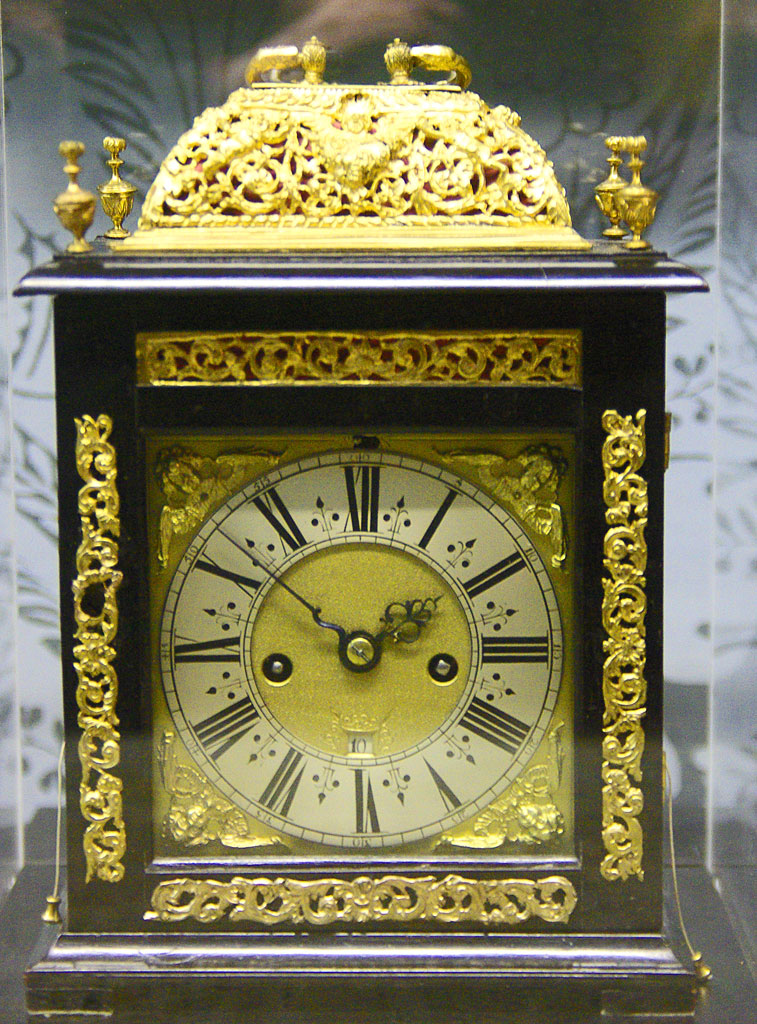
Rellotge bracket circa 1700 per Daniel Quare en exhibició a la Galeria d'Art Walker, Liverpool

Un rellotge bracket (traducció literal del terme anglès: rellotge sobre un suport ) és un antic tipus de rellotge de taula portàtil fabricat als segles XVII i XVIII. El terme es va originar amb petits rellotges de pèndol accionats per pes (de vegades anomenats "rellotges de suport veritables") que havien de muntar-se en un suport a la paret per deixar espai per als seus pesos penjants.

## Característiques
Quan es van desenvolupar els rellotges accionats per ressort, que no requerien pesos penjants per accionar-los, es van continuar fabricant amb l'estil de suport. Sovint es componen de dues peces a joc creades com un conjunt: el rellotge i el seu petit prestatge decoratiu. Gairebé sempre estan fets de fusta, sovint de banús, i gairebé sempre adornats amb muntures de bronze daurat, incrustacions de llautó, xapa de fusta o vernís decoratiu. Atès que al seu dia els rellotges eren cars i els habitatges no en tenien un a cada habitació, generalment tenien unes nanses per portar-los d'una habitació a una altra.
Aquests rellotges eren gairebé sempre repetidors, és a dir, rellotges amb un mecanisme sonor que marcava les hores, al qual se li donava corda girant una clau o movent una palanca. Aquesta característica es feia servir abans que s'introduís massivament la il·luminació artificial per saber quina hora era a la nit. No obstant això, pel fet que sovint es feien servir en dormitoris on el toc de la campana cada hora podia molestar els dorments, tenien una cable per a silenciar el toc de l'hora així no tocaven les hores en absolut només estirant el cable. Aquests van ser anomenats 'repetidors d'hora silenciosos'.

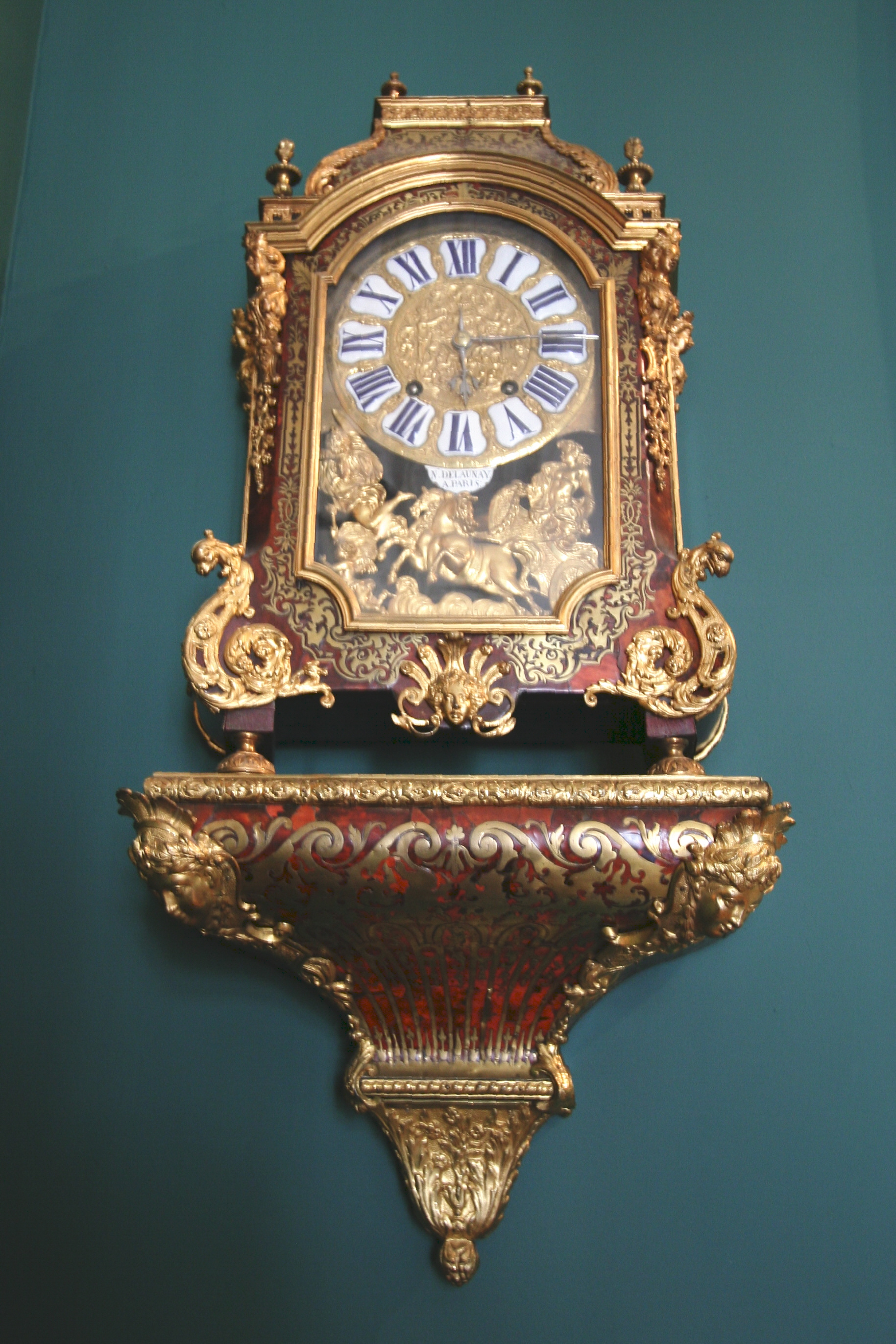
Un rellotge bracket amb un suport de paret a joc, realitzat al voltant de 1735 per Nicolas Delaunay, un rellotger de París